# Парламентская ассамблея тюркоязычных стран
Парламентская Ассамблея тюркcких государств (ТЮРКПА) — парламентское объединение тюркских стран, целью которого является формирование механизма межпарламентских отношений между тюркскими странами, сближение политических взглядов, обмен информацией, пропаганда тюркской культуры, расширение экономических связей, реализация совместных проектов, нахождение путей решения проблем тюркского мира.

## История
В мире насчитывается шесть независимых тюркских государств — Азербайджан, Турция, Казахстан, Киргизия, Туркменистан и Узбекистан. Впервые с идеей создания ТЮРКПА выступил Президент Казахстана Нурсултан Назарбаев на 8-м саммите глав тюркских стран в ноябре 2006 года.
21 ноября 2008 года в Стамбуле на конференции председателей парламентов между Азербайджаном, Турцией, Казахстаном и Киргизией было подписано Соглашение о создании Парламентской Ассамблеи тюркских государств (ТЮРКПА).
Первое пленарное заседание состоялось 29 сентября 2009 года, в Баку. На втором пленарном заседании, которое состоялось 27 — 28 апреля 2011 года в Астане, председательство в ТЮРКПА перешло от Азербайджана к Казахстану, принято решение о предоставлении статуса наблюдателя в ТЮРКПА Парламентскому союзу стран-членов Организации исламского сотрудничества.

## Общие сведения
Официальными языками являются государственные языки азербайджанский, казахский, киргизский и турецкий, а также английский язык в качестве дополнительного. В случае вступления в ТЮРКПА новых членов языки этих государств также станут официальными языками Ассамблеи.
ТЮРКПА наладила сотрудничество с Парламентской Ассамблеей ОБСЕ, Межпарламентским союзом, Организацией Исламского Сотрудничества и рядом других международных структур.

## Структура
В ТЮРКПА действуют четыре комиссии, занимающиеся культурой, образованием, экономическим сотрудничеством, законодательством и международными связями.

## Деятельность
Президент Казахстана Нурсултан Назарбаев отметил, что совокупный внутренний валовой продукт тюркоязычных государств составляет 1 триллион 150 миллиардов долларов, но объём торгового оборота между ними ниже имеющегося потенциала.
C целью развития торгового и инвестиционного сотрудничества в рамках возрождения древнего Шелкового пути и тюркского сотрудничества осуществляются различные мероприятия. Сооружаются и ремонтируются трубопроводы для транспортировки углеводородов, сети автомобильных и железных дорог. Завершено строительство железной дороги Баку — Тбилиси — Карс. Развиваются морские перевозки между портами Актау и Баку.
Помимо экономических связей, так же развиваются и политические связи. Делегация Парламентской Ассамблеи тюркcких государств (ТЮРКПА) находилась в Анкаре для наблюдения за ходом общенационального референдума по конституционным изменениям в Турции 2017 года.
В июне 2024 года на 13-й пленарной сессии в Баку приняты модельные законы «О защите персональных данных», «О подготовке кадров с учетом спроса на рынке труда», «Об ограничении использования табачных изделий», «О торговых представительствах» и «Об основах безопасности и качества выпускаемой в обращение продукции».
Всего на июнь 2024 года принято 10 модельных законов.

## Страны-председатели
Председательство в ТюркПА переходит от страны к стране ежегодно в алфавитном порядке.
Страны-председатели
- Казахстан (с 28 апреля 2011)
- Турция (2023)
- Азербайджан (с 6 июня 2024)[8]